# Ictiosi vulgar
La ictiosis vulgar (també coneguda com a ictiosi autosòmica dominant i ictiosi simple per la forma lleu) és un trastorn de la pell que causa una pell seca i escamosa. És la forma més comuna d'ictiosi,:486 que afecta al voltant d'1 de cada 250 persones. Per aquest motiu es coneix com a ictiosi comuna. Sol ser una malaltia hereditària autosòmica dominant (sovint associada amb filagrina), encara que existeix una rara versió no hereditària anomenada ictiosi adquirida.:560

## Presentació
Els símptomes de la forma hereditària d'ictiosi vulgar no solen estar presents al néixer, però generalment es desenvolupen entre els tres mesos i els cinc anys d'edat. Els símptomes sovint milloraran amb l'edat, tot i que poden tornar a ser més greus. a la vellesa.